# José María Py y Ramírez de Cartagena
José María Py y Ramírez de Cartagena   (Cadis, 1881 - Alacant, 15 de març de 1932) va ser un pintor i fuster, fundador i principal impulsor de la festa de les Fogueres d'Alacant.

## Biografia
Nascut a El Puerto de Santa María en el si d'una família noble andalusa (li pertanyia el títol de Baró de Rosta per via materna), es trasllada ben de jove de Cadis a València. Durant 25 anys resideix a la capital valenciana, on entra dins del món faller, tot formant part de diverses comissions festeres.
El 1922, amb 40 anys, es trasllada a Alacant on el seu pare exerciria de notari. Va viure al barri de Carolines i posteriorment en l'avinguda Alfons el Savi. Hi participarà en la tertúla d'Alicante-Atracción, la qual organitzava un programa de festes populars. El 1928, basant-se en les Falles de València, proposa que la ciutat d'Alacant aculla una festivitat semblant, denominades Fogueres i agafant la celebració de la Nit de Sant Joan, també relacionada amb la figura del foc.
Es casà amb Mercedes González, una dona cubana de la qual la familia no aprobava la seua relació sentimental i amenaçaren en desheretar-lo, tot i que posteriorment es reconcilià amb la familia. D'aquell matrimoni tingué sis fills.
Considerat el fundador de les Fogueres, va ser el primer president de la comissió gestora, el 1930, tot romanent en el càrrec un any. El 1932 faltava a la seua llar de l'avinguda Alfons el Savi d'Alacant.
L'any 2018 va ser nomenat fill predilecte de la ciutat. Actualment, un carrer de la capital de l'Alacantí rep el seu nom, com a homenatge, a prop d'on va viure i morir.